# Walter Kunze (Politiker, 1898)
Walter Kunze (auch Walther Kunze; * 9. Juli 1898 in Treuenbrietzen; † 1977) war ein deutscher liberaler Politiker (DDP/LDP/FDP). Er war Landesvorsitzender der LDP Brandenburg, Minister der Finanzen des Landes Brandenburg. 1948 flüchtete er in den Westen. Er war Bezirksamtsleiter von Hamburg-Altona.

## Leben
Kunze, Sohn eines Lehrers, studierte nach Abschluss des Abiturs und wurde 1919 Mitglied des Demokratischen Studentenbundes. Von 1921 bis 1923 war er Mitglied der Berliner Studentenvertretung und Fraktionsvorsitzender des Deutschen Hochschulbundes. Ab 1924 bis 1931 war er Geschäftsführer verschiedener DDP-Kreisverbände im Osthavelland, in Hessen-Darmstadt und in Berlin. 1931 wurde Kunze wegen Geldmangels bei der DDP entlassen und längere Zeit arbeitslos.
Kunze war auch Mitglied des Reichsbanners Schwarz-Rot-Gold und dessen Ortsgruppenvorsteher in Beuthen und Oppeln. Zwischen 1938 und 1942 war er als Lagerverwalter und Sachbearbeiter tätig. 1943 wurde er zur Luftwaffe eingezogen und geriet später in sowjetische Kriegsgefangenschaft.
Nach seiner Rückkehr 1945 wurde er Mitglied der LDP. 1945/1946 war er als Referent im Informationsamt der Provinzialverwaltung der Mark Brandenburg tätig. 1946 wurde er LDP-Ortsgruppenvorsitzender in Falkensee, Gemeindevertreter in Falkensee und Kreistagsabgeordneter für den Kreis Oberhavel. Von Dezember 1946 bis März 1948 war er Finanzminister in Brandenburg, von März 1947 bis März 1948 war er Erster Vorsitzender des LDP-Landesvorstandes Brandenburg und von Juli 1947 bis März 1948 auch Mitglied des LDP-Zentralvorstandes. Von 1946 bis 1948 war er Mitglied des Landtages.
Im März/April 1948 floh er über Berlin in die Westzonen. Hier trat er der FDP bei. Er lebte seit August 1948 in Hamburg und war als Redakteur bei der Welt am Sonntag tätig. Von Anfang Mai 1954 bis Ende Juli 1963 war er als Nachfolger von August Kirch Bezirksamtsleiter („Bezirksbürgermeister“) von Altona. Er war auch Vorsitzender des LDP-Bundesbeirates der FDP.

## Ehrungen
- Nach ihm ist seit 1984 die Walther-Kunze-Straße in Altona-Nord benannt.